# Phyxelida crassibursa
Phyxelida crassibursa is een spinnensoort uit de familie Phyxelididae. De soort komt voor in Kenia.